# Tűz az Iroquois Színházban
A chicagói Iroquois Színházban 1903. december 30-án az USA történetének legtöbb halálos áldozatot követelő tűzvésze tombolt, miután lángra kapott egy színpadi függöny. Az áldozatok száma minimum 602, közülük rengeteg gyermek.
A Mr. Blue Beard című darab matinéja zajlott, amikor az egyik jelenetnél a felvillanó lámpa szikrát vetett, ami meggyújtotta a színpad egyik függönyét. A technikusok megpróbáltak beavatkozni, de nem jártak sikerrel, az azbesztből készült tűzzáró függönyt pedig korábban túl magasra húzták, ezért fennakadt, majd leszakadt. A tűz gyorsan tovaterjedt, és további függönyök, valamint kellékek és díszletnek használt olajfestmények gyulladtak meg. A nézők közt kitört a pánik, egymást taposva próbáltak menekülni, ám sokakat agyontapostak, egyesek megfulladtak, mások zsákutcába jutottak, mivel sok vészkijárat csak befelé nyílt, amiket a tömeg kifelé próbált nyomni, a tűzlépcsők pedig a legtöbb helyen nem voltak befejezve vagy sehova sem vezettek, így sokan lezuhantak a halálba. Egy arra járó vasúti munkásnak sikerült kinyitnia egy vészkijáratot, majd további kijáratok nyíltak meg, amelynek következtében a jeges szél betört az épületbe, oxigénnel táplálva a tüzet, amelynek eredményeképpen szúróláng keletkezett, ami szabályosan letarolta a nézőteret, a még ott tartózkodó embereket porrá égetve. A színházban nem volt sem telefon, sem tűzriasztó, így a tűzoltóság is késve érkezett, már nem tudott segíteni.

## Fordítás
Ez a szócikk részben vagy egészben  az   Iroquois Theatre fire című angol Wikipédia-szócikk ezen változatának fordításán alapul.  Az eredeti cikk szerkesztőit annak laptörténete sorolja fel. Ez a jelzés csupán a megfogalmazás eredetét és a szerzői jogokat jelzi, nem szolgál a cikkben szereplő információk forrásmegjelöléseként.

## Forrás
- https://trinti.hu/a-hos-elefantember-es-a-chicagoi-szinhaztuz/